# カルチャーノ
カルチャーノ（イタリア語: Calciano）は、イタリア共和国バジリカータ州マテーラ県にある、人口約700人の基礎自治体（コムーネ）。

## 地理

### 位置・広がり

#### 隣接コムーネ
隣接するコムーネは以下の通り。括弧内のPZはポテンツァ県所属を示す。
- アッチェットゥーラ
- アルバーノ・ディ・ルカーニア (PZ)
- カンポマッジョーレ (PZ)
- ガラグーゾ
- グラッサーノ
- オリヴェート・ルカーノ
- トリカーリコ